# کوه بیتس
کوه بیتس (به انگلیسی: Mount Bates) یک کوه در استرالیا است که در جزیره نورفک واقع شده‌است. کوه بیتس ۳۱۹ متر بالاتر از سطح دریا واقع شده‌است.